# Ridin' Solo
"Ridin' Solo" é o terceiro single do Jason Derülo do álbum de estreia auto-intitulado, Jason Derülo produzido por JR Rotem. Ridin' Solo foi originalmente divugada com a canção "Bitter Sweet Symphony" do The Verve de fundo, no entanto, a amostra não foi autorizada e foi posteriormente substituída por elementos eletrônicos que são apresentados ao longo de toda a canção.
Em 16 de Maio de 2010, Ridin' Solo se tornou o terceiro top hit consecutivo de Derülo no UK Singles Chart. É também o seu número de uma terceira consecutiva hit no gráfico da UK R&B.

## A recepção crítica
Fraser McAlpine da BBC Chart Blog deu à canção uma crítica positiva. .

## Vídeo Musical
O vídeo da música "Ridin' Solo" foi lançado em 2 de Maio. O vídeo retrata Derülo a cantar sobre estar solteiro após romper com sua namorada. Nos primeiros 15 segundos do vídeo, Derülo senta em um piano cantando "Blind", uma de suas canções de seu novo álbum, com uma foto de sua namorada em cima do piano. Derulo aparece em várias cenas, incluindo um em uma discoteca e vários em um Honda CR-Z. Derulo veste um casaco branco, com picos nas mangas durante todo o vídeo em cenas diferentes. Em uma das cenas de discoteca, um grupo de meninas são vistas conversando sobre PlentyofFish (Internet Dating Service) em um iPad.

## Desempenho nas Paradas
| Desempenho (2010)                    | Posição |
| ------------------------------------ | ------- |
| Australia (ARIA)                     | 5       |
| Billboard Canadian Hot 100           | 35      |
| Eurochart Hot 100                    | 11      |
| Irlanda (IRMA)                       | 5       |
| Nova Zelândia (RIANZ)                | 23      |
| UK Singles (Official Charts Company) | 2       |
| Reino Unido (R&B Chart)              | 1       |
| U.S. Billboard Hot 100               | 9       |

| Precedido por: {{{antes}}} | UK R&B Chart single numero um] 16 de Maio de 2010 – 22 de Maio de 2010 | Sucedido por: {{{depois}}} |